# J. Bone
Jason Bone, dit J. Bone est un dessinateur de bande dessinée canadien qui travaille pour l'industrie du comic book américain depuis le début des années 2000.

## Œuvres
- Solar Stella meets the Dark Master, Sirius Entertainment, one-shot, 2000.
- Alison Dare (dessin), avec Joseph Torres (scénario), Oni Press, 6 numéros, 2000-2002.
- Mutant, Texas: Tales of Sheriff Ida Red (dessin avec Barry Caldwell), avec Paul Dini (scénario), Oni Press, 4 numéros, 2002.
- Gotham Girls (encrage), avec Jennifer Graves (dessin) et Paul Storrie (scénario), DC, 5 numéros, 2002.
- Mr Gum (dessin), avec Mike Allred (scénario), Oni Press, one-shot, 2003.
- « Back From the Dead » (encrage), avec Mike Allred (dessin) et Peter Milligan (scénario), dans X-Statix n°14-18, Marvel Comics, 2003-2004.
- Batman/The Spirit (encrage), avec Darwyn Cooke (dessin) et Jeph Loeb (scénario), DC, one-shot, 2006.
- Le Spirit n°1-7 et 8-12 (encrage), avec Darwyn Cooke (dessin et scénario), DC Comics, 2007-2008.
- Couverture des numéros 1 à 29 de Super Friends, DC, Johnny DC, 2008-2010. Bone a également dessiné 4 numéros.
- The Rocketeers: Hollywod Horror (dessin), avec Roger Langridge, Image, 4 numéros, 2012-2013.
- The Rocketeer/The Spirit: Pulp Friction (dessin), avec Mark Waid (scénario), IDW Publishing, 4 numéros, 2013.
- The Saviors (dessin), avec James Robinson (scénario), Image, 5 numéros, 2013-2014.
- The Thrilling Adventure Hour Presents: Sparks Nevada: Marshal on Mars (dessin), avec Ben Acker et Ben Blacker (scénario), Image, 4 numéros, 2014-2015.

## Récompenses
- 2007 : Prix Joe Shuster du meilleur dessinateur pour Batman/The Spirit (avec Darwyn Cooke)[1]
- 2023 :  Prix Eisner de la meilleure histoire courte pour « Finding Batman » (avec Kevin Conroy)[2]